# Damara Schelotto
Damara Schelotto Cerra (Córdoba, provincia de Córdoba, Argentina, 23 de noviembre de 2008) es una futbolista argentina. Juega como mediocampista en Talleres de la Primera División A.
Logró el ascenso a la máxima categoría del fútbol argentino en 2024 en su año debut con Las Matadoras.

## Trayectoria
Schelotto inició su carrera futbolística en Talleres. Comenzó a competir en la categoría que representaba al club en la Liga Cordobesa. Se destacó y pronto pasó al primer equipo. Debutó con tan solo 15 años y ascendió con Las Matadoras a Primera División.

## Clubes
| Club     | País      | Año             |
| -------- | --------- | --------------- |
| Talleres | Argentina | 2024 - presente |